# Hanriot HD.17
Hanriot HD.17 là một loại thủy phi cơ huấn luyện của Pháp trong thập niên 1920.

## Biến thể
HD.17
HD.41H

## Quốc gia sử dụng
Pháp
- Hải quân Pháp

 Estonia
 Latvia
- Hải quân Latvia

## Tính năng kỹ chiến thuật (HD.17)
Đặc điểm tổng quát
- Kíp lái: 2
- Chiều dài: 8.33 m (27 ft 4 in)
- Sải cánh: 10.26 m (33 ft 8 in)
- Chiều cao: 3.25 m (10 ft 8 in)
- Diện tích cánh: 34.9 m2 (376 ft2)
- Trọng lượng rỗng: 725 kg (1.600 lb)
- Trọng lượng có tải: 980 kg (2.160 lb)
- Powerplant: 1 × Clerget 9B, 100 kW (130 hp)

Hiệu suất bay
- Vận tốc cực đại: 120 km/h (75 mph)
- Tầm bay: 200 km (125 dặm)